# جون تاكر
جون تاكر هو لاعب هوكي الجليد كندي، ولد في 29 سبتمبر 1964 في وندسور في كندا.

## وصلات خارجية
- جون تاكر على موقع دوري الهوكي الوطني (الإنجليزية)
- جون تاكر على موقع EliteProspects.com (الإنجليزية)
- جون تاكر على موقع HockeyDB.com (الإنجليزية)
- جون تاكر على موقع Hockey-Reference.com (الإنجليزية)